# Cornelis Johannes van Houten

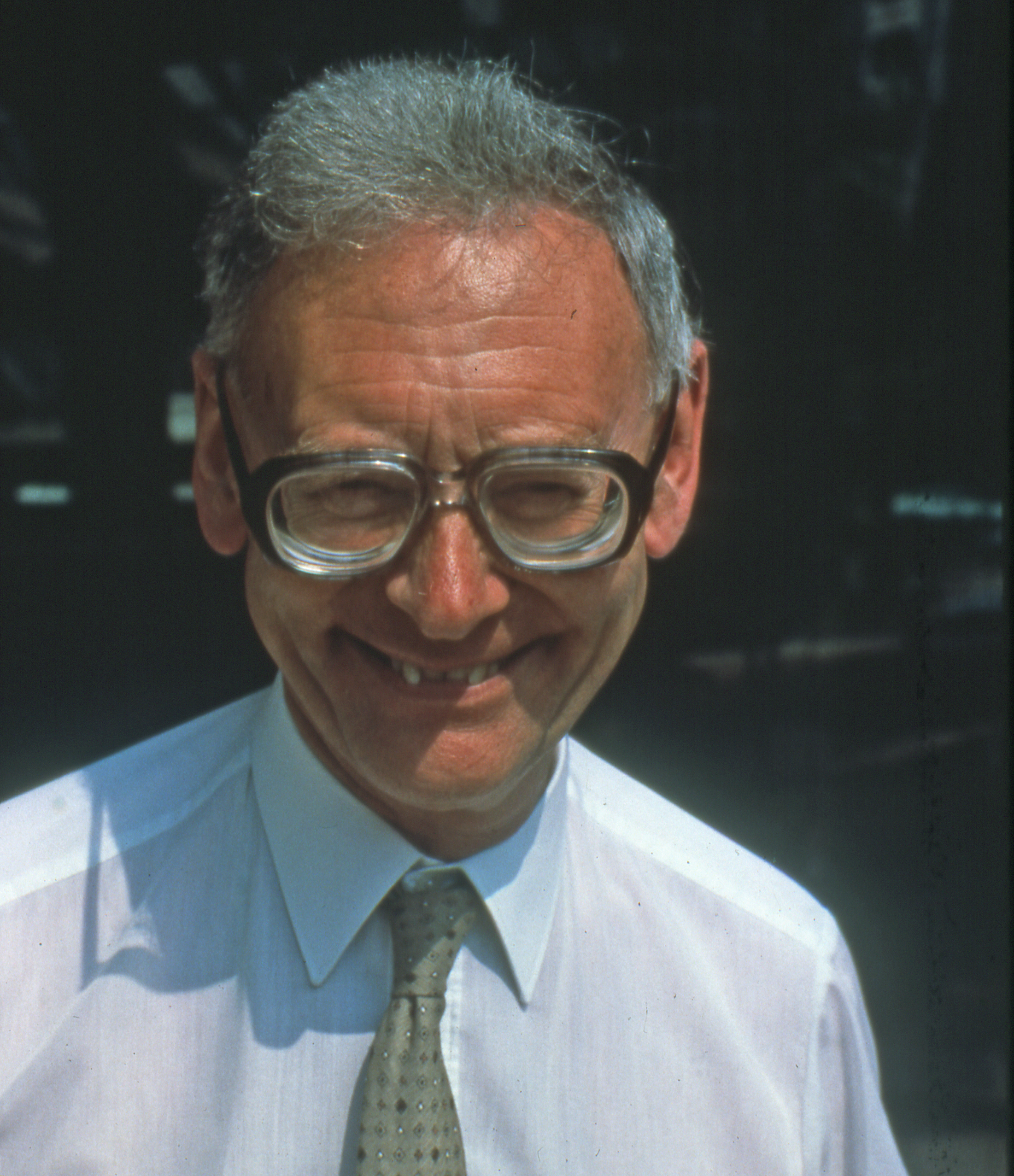
Kees van Houten (1988)

Cornelis Johannes van Houten (* 18. Februar 1920 in Den Haag; † 24. August 2002) war ein niederländischer Astronom. Mitunter wird sein Name in der Literatur auch als Kees van Houten angegeben.

## Leben
Mit Ausnahme einer kurzen Zeit als Assistent am Yerkes-Observatorium in den USA (1954 bis 1956) verbrachte van Houten seine gesamte berufliche Laufbahn an der Universität von Leiden.
Infolge des Zweiten Weltkriegs musste er sein Studium unterbrechen und konnte erst 1952 promovieren.
Er heiratete die Astronomin Ingrid Groeneveld (die den Namen Ingrid van Houten-Groeneveld annahm). Aus der Ehe ging ihr gemeinsamer Sohn Karel hervor.
Van Houten, seine Ehefrau und der Astronom Tom Gehrels bildeten ein sehr erfolgreiches wissenschaftliches Trio, das im Rahmen des Palomar-Leiden-Survey insgesamt 4329 Asteroiden entdeckte. Gehrels machte umfangreiche Himmelsaufnahmen mit der 48″-Schmidt-Kamera des Mount Palomar-Observatoriums in den USA. Die fotografischen Platten wurden in die Niederlande verschifft und an der Universität von Leiden zur Bestimmung von Asteroiden ausgewertet. Aus der statistischen Verteilung ihrer Umlaufbahnen ergab sich, dass Asteroiden in Gruppen um die Sonne laufen.
Van Houten studierte außerdem die Radialgeschwindigkeiten von engen Doppelsternen.
Bis zu seinem Tode veröffentlichte er Artikel über Asteroiden und bedeckungsveränderliche Doppelsterne. Nach ihm wurde der Asteroid (1673) van Houten benannt.